# Зігмарінген (район)
Район Зігмарінген (нім. Landkreis Sigmaringen) — район землі Баден-Вюртемберг, Німеччина. Район підпорядкований урядовому округу Тюбінген. Населення становить 130 946 ос. (станом на 31 грудня 2020), площа  — 1.204,36 км². 

## Демографія
Густота населення в районі становить 108 чол./км².
| Рік             | Населення |
| --------------- | --------- |
| 31. грудня 1973 | 113.209   |
| 31. грудня 1975 | 112.565   |
| 31. грудня 1980 | 113.984   |
| 31. грудня 1985 | 114.132   |
| 27. травня 1987 | 113.650   |

| Рік             | Населення |
| --------------- | --------- |
| 31. грудня 1990 | 121.008   |
| 31. грудня 1995 | 130.652   |
| 31. грудня 2000 | 133.500   |
| 31. грудня 2005 | 133.385   |
| 31. грудня 2010 | 130.215   |

## Міста і громади
Район поділений на 9 міст, 16 громад.